# Fortuna (Schiff, 1927)
Fortuna war der erste Name eines Fahrgastschiffes in Berlin.

## Geschichte
Die Reederei F. Müller & Söhne baute in der Zwischenkriegszeit rasch eine Flotte von Ausflugsschiffen auf. Hatte sie zunächst hauptsächlich gebrauchte Fahrzeuge gekauft, so ließ sie die Fortuna im Jahr 1927 neu bauen. Groggert nennt als Bauwerft die „Schiffswerft Engelbrecht in Zeuthen“, die allerdings 1927 längst nicht mehr existierte: Fritz Naglo hatte die Werft 1911 übernommen und zwar den Namen „Engelbrecht-Werft“ zunächst weiterbenutzt und auch die Baunummern nach Engelbrechts Zählung weitergeführt, die Werft hieß aber im Jahr 1927 Naglo-Werft und befand sich auch nicht mehr an der alten Stelle. Abweichend von Groggert gibt Uwe Giesler an, das Schiff sei auf der Engelbrecht-Werft in Köpenick gebaut worden.
Die Fortuna von 1927 war bei Müller schon das zweite Schiff dieses Namens. Die erste war 1925 angeschafft und schon 1926 wieder verkauft worden.
Die zweite Fortuna war für 137 Fahrgäste ausgelegt und besaß zunächst keinen erhöhten Steuerstand. Der Schiffsführer stand wie bei der 1925 gebauten Freya unter dem nach vorn offenen Verdeck. Sie muss aber relativ bald umgestaltet worden sein, denn 1931 besaß sie bereits einen geschlossenen Aufbau für die Fahrgäste.
Im Jahr 1938 ging die Fortuna in den Besitz der Reederei Selpin über, die am Werbellinsee aktiv war, und wurde laut Groggert auf den Namen Fritz 3 umgetauft. Giesler vermutet dagegen, die Fortuna könne eher zu Fritz II geworden sein, weil Fritz III wahrscheinlich in die Sowjetunion abtransportiert worden sei.
Albert Selpin aus Marienwerder bot unter anderem Fahrten zwischen Eichhorst und Altenhof an, außerdem fuhren seine Schiffe an bestimmten Tagen auch zwischen Zerpenschleuse und Altenhof bzw. Zerpenschleuse und Oderberg. Wie die Schiffe der Reederei Bade, die auf dem Werbellinsee aktiv war, waren auch Selpins Fahrzeuge alle mit demselben Namen versehen und durchnummeriert. Zeitweise betrieb er vier Schiffe namens Fritz.
Die ehemalige Fortuna trug zu DDR-Zeiten die Nummer P-547. Sie wurde 1966 abgewrackt.
In der Reederei F. Müller & Söhne hatte man offenbar eine Vorliebe für den Schiffsnamen Fortuna, denn nach dem Verkauf der zweiten Fortuna wurde noch eine dritte angeschafft.